# Horlacher Sport I
Der Sport I ist ein Leichtelektromobil für zwei Personen. Es ist nur eines von vielen Konzeptfahrzeugen aus dem Hause Horlacher, reichend bis zum modularen Tatzelwurm TAZI für bis zu 40 Personen, hergestellt in Kooperation mit der Pasol AG.

## Ausführungen
Dem Sport I folgte 1992 eine zweite Versionen Sport II, die zudem in einer Variante als Hybrid ausgelegt war.

## Rekord
Der Horlacher Sport erfuhr 1992 mit nur einer Batterieladung einen Rekord von 547 Kilometern. Das Fahrzeug ist immer noch auf den Schweizer Strassen unterwegs. Im Normalfall wird das Auto mit Solarstrom des Besitzers Paul Schweizer gefahren. Paul Schweizer war auch bei der Entwicklung des REVA beteiligt.

### Energieversorgung
Die Batterien wurden in den letzten 20 Jahren mehrfach gewechselt.